# 八翁線
八翁線（はちおうせん）は台湾台南市の新営区と柳営区を結ぶ台湾糖業公司台南区処が運営する観光軽便鉄道。

## 路線資料
- 経営管轄：台湾糖業公司
- 営業キロ：新営 - 八翁間：5.6km[1]
- 軌間：762mm（中興 - 果毅後旗駅は1,067mmとの三線軌区間だが軌間1,067mmの列車は現在運行していない）
- 駅数：3（旅客）
- 複線区間：果毅後旗駅構内
- 電化区間：無

## 概要

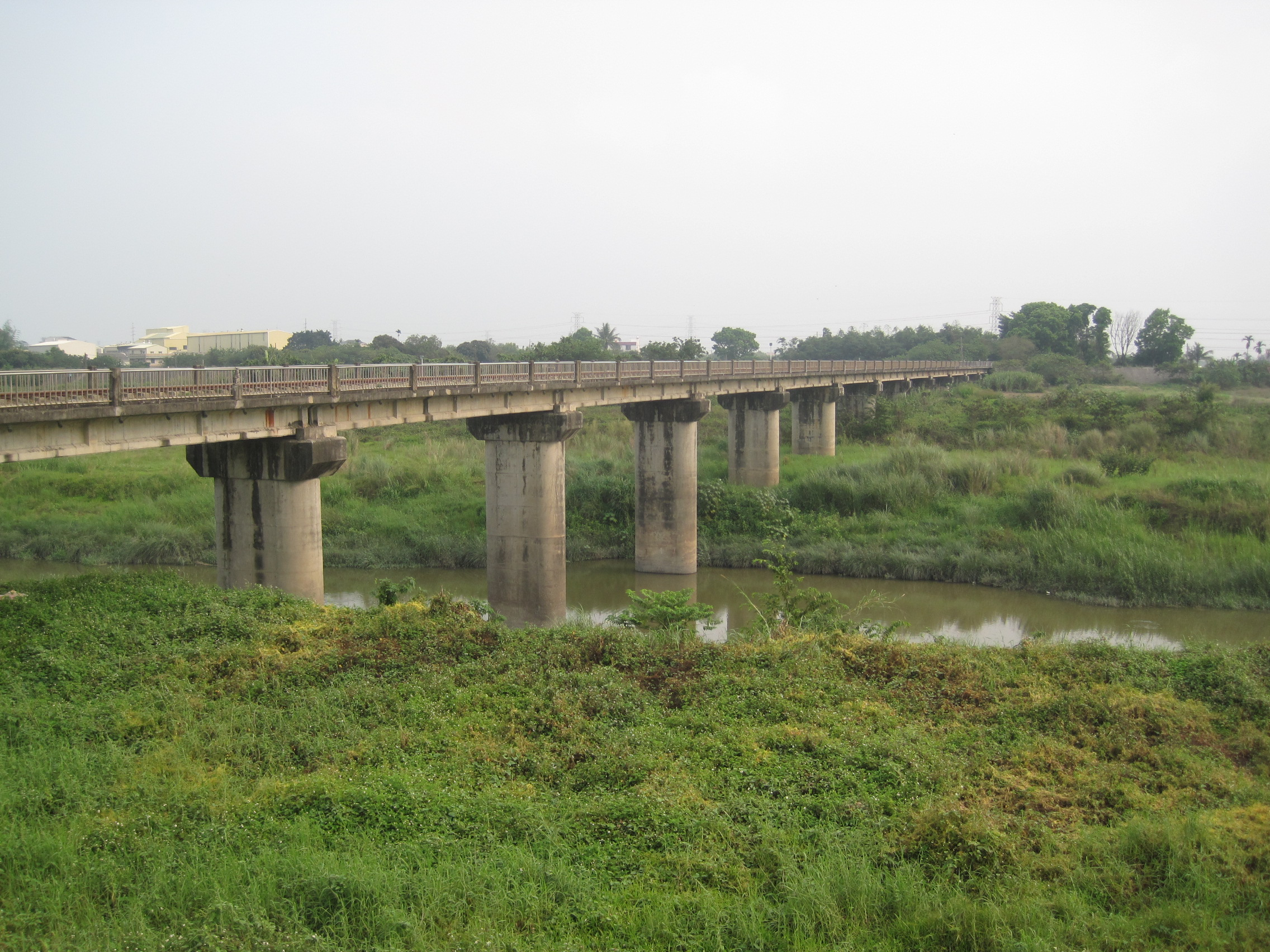
急水渓橋

八翁線は全長4.6km，片道約30分。台糖の運行する5ヶ所の旅客営業路線中で最長距離である。沿線は田園風景が広がり、大部分の区間は過去に営業していた学甲線、布袋線と重複している。観光列車は学甲線時代の中間駅を通るが行き違いなどの運転停車を除いて停車しない。
廠前 - 果毅後旗駅間で通過する急水溪橋は見どころの一つであり、終着の八翁駅（別名八老爺駅）は台湾最大の酪農地帯であり、
統一企業、味全、光泉牧場などの乳製品大手に納入している「乳牛之家牧場」との共同で五分車の駅が新設されている。
中興駅は新営糖廠の秤量所と実験室があったが2001年に製糖事業を停止し、2003年に五分車の始発駅として改築された。
2016年に台南市政府は「新営区再開発計画（繁体字中国語: 新營區整合建設計畫）」で八翁線の新営駅延伸を打ち出し、廃止された新営 - 中興の軌道を復活させている。

## 駅一覧
新営   -  中興  -  果毅後旗  -  大内旗  -  八老爺（新駅）

## 歴史
- 2003年
  - 3月5日：交通部の認可を受けないまま営業運転を再開したことが発覚し、運行停止[6]。
  - 11月28日：交通部、路線営業を認可（第920100513号）[1]。
  - 11月29日：八老翁新駅供用[7]
  - 12月6日：中興 - 八翁運行再開、中興駅開設。
- 2017年
  - 9月28日：交通部、新営 - 中興間の路線営業を認可（第1069700105）[1]。
  - 9月30日：台糖新営駅まで約1kmの延伸工事と新営鉄道地景公園が竣工[8]。
  - 10月14日：土休日に下り2本、上り1本の五分車が新営駅乗り入れを再開した。平日は団体予約のみとなる[9][10]。